# شهرستان دراگومان
شهرستان دراگومان (به بلغاری: Dragoman Municipality) یک شهرستان در بلغارستان است که در استان صوفیه واقع شده‌است.